# Wasei-eigo
Wasei-eigo (和製英語 care înseamnă „engleză niponă", de la „wasei" (creat în Japonia) și „eigo" (engleză), în alte cuvinte, „Cuvinte englezești inventate în Japonia"?) sunt expresii din limba japoneză care sunt bazate pe cuvinte sau părți din propoziții din limba engleză, dar care nu există sau care nu au aceleași definiții ca în engleza standard.
Cuvintele wasei-eigo, compuse și telescopate sunt formate de vorbitorii japonezi pe baza unor cuvinte împrumutate derivate din limba engleză și încorporate în lexiconul japonez cu semnificații noi care diferă semnificativ de cele originale. Un exemplu este handorukīpā (ハンドルキーパー "handle-keeper"?) derivat de la „handle” cu semnificația de „volan”, expresia întreagă semnificând șofer treaz. Câțiva termeni wasei-eigo nu pot fi recunoscute drept cuvinte englezești; un exemplu ar fi sukinshippu (スキンシップ "skinship"?), care înseamnă contact fizic între prieteni apropiați sau între cei iubiți și pare a fi o contaminare între „skin”(piele) și „kinship”(rudenie). În alte cazuri, un cuvânt poate avea o semnificație puțin diferită; de exemplu kanningu (カンニング?) nu semnifică „cunning”(viclean), ci „a copia la un test”. Există cazuri în care termeni wasei-eigo au fost împrumutate de alte limbi, printre care și în engleză.